# Clinworth n.º 230
Clinworth n.º 230 es un municipio rural canadiense situado en la provincia de Saskatchewan.

## Superficie
Clinworth n.º 230 tiene una superficie de 1436,33 km².

## Demografía
En 2021, tenía 168 habitantes, una densidad poblacional de 0,1 hab./km², y 85 viviendas.